# Écofact
Pour les articles homonymes, voir Biofact.
 (février 2015).
Si vous disposez d'ouvrages ou d'articles de référence ou si vous connaissez des sites web de qualité traitant du thème abordé ici, merci de compléter l'article en donnant les références utiles à sa vérifiabilité et en les liant à la section « Notes et références ».
Le terme écofact a été créé par des archéologues québécois pour désigner un vestige matériel issu du règne animal, végétal ou minéral. À la différence d'un artefact, un écofact n'a pas été fabriqué par l’homme mais consiste généralement en résidus de son action sur l'environnement : il s'agit principalement de traces telles que des charbons ou des restes de nourriture (ossements, céréales, coquilles d'huître, etc.). Les êtres vivants peuvent également revêtir ce caractère artificiel sur un plan théorique, lorsqu'ils sont envisagés en tant qu'organismes dans le contexte scientifique de la reconstruction du développement (comme en archéologie ou en ce qui concerne la théorie de l'évolution.)[pas clair]
Les écofacts font partie avec les artéfacts du mobilier archéologique.

## Synonymie
Le terme biofact est parfois utilisé comme synonyme, même si ce dernier a une acception différente en philosophie.